# 나이얼 매터
나이얼 매터(Niall Matter, 1980년 10월 20일 ~ )는 캐나다의 배우이다.

## 출연 작품
- 더 프레데터 (2018)
- 초크슬램 (2016)
- 길트 바이 어쏘시에이션 (2015)
- 프라이미벌 : 뉴 월드 (2012)
- 유레카 시즌5 (2012)
- 미스트리스 (2009)
- 왓치맨 (2009)
- 피어 잇셀프 (2008)
- 잃어버린 세계 - 지구속으로 (2008)